# Kaja Širok
Kaja Širok, slovenska zgodovinarka političarka, * 11. september 1975.
Od 3. junija 2022 do 31. marca 2024 je bila državna sekretarka za kulturo v kabinetu predsednika vlade Roberta Goloba.

## Izobraževanje
Diplomirala je leta 2002 na Filozofski fakulteti v Ljubljani z nalogo Ars amatoria: koncept ljubezni v srednjem veku (COBISS). Podiplomski študij je nadaljevala na Fakulteti za podiplomski študij v Novi Gorici, kjer je leta 2009 doktorirala iz kulturne zgodovine z disertacijo Kolektivno spominjanje in kolektivna pozaba v obmejnem prostoru: spomini na Gorico 1943–1947.

## Kariera
Kaja Širok je raziskovalno aktivna na področjih zgodovine, muzeologije, dediščine, ustne zgodovine idr. Med letoma 2011 in 2021 je deset let vodila Muzej novejše zgodovine Slovenije (MNZS). V času vodenja je sodelovala v številnih evropskih projektih na področju kulture. Leta 2019 jo je Evropski parlament potrdil v akademski svet Hiše evropske zgodovine v Bruslju. Od leta 2021 je predavateljica na Univerzi v Novi Gorici, na smeri kulturna zgodovina. Marca 2022 je postala direktorica javnega zavoda GO! 2025 – Evropska prestolnica kulture Nova Gorica.

### Državna sekretarka v kabinetu premierja
Junija 2022 je odstopila z mesta direktorice GO! 2025, saj jo je Vlada Republike Slovenije imenovala na mesto državne sekretarke za kulturo v kabinetu predsednika vlade Roberta Goloba.
Marca 2024 jo je Vlada razrešila z mesta državne sekretarke za kulturo. Funkcijo je opravljala do 31. marca 2024.